# ارل هالیمن
ارل هالیمن (انگلیسی: Earl Holliman؛ زادهٔ ۱۱ سپتامبر ۱۹۲۸ – درگذشتهٔ ۲۵ نوامبر ۲۰۲۴) هنرپیشه اهل ایالات متحده آمریکا بود. هالیمن همچنین فعال حقوق حیوانات و خواننده بود که به خاطر نقش‌های شخصیتی متعددش در فیلم‌ها، عمدتاً وسترن و درام، در دهه‌های ۱۹۵۰ و ۱۹۶۰ شهرت داشت. او برنده جایزه گلدن گلوب برای فیلم باران ساز (۱۹۵۶) و نقش گروهبان بیل کراولی را در درام پلیسی تلویزیونی زن پلیس در طول سال‌های ۱۹۷۴ تا ۱۹۷۸ بازی کرد.
از دیگر نقش‌های برجسته هالیمن می‌توان به لنس شکسته (۱۹۵۴)، پل‌ها در توکو-ری (۱۹۵۴)، ترکیب بزرگ (۱۹۵۵)، هزار بار مردم (۱۹۵۵)، سیاره ممنوعه (۱۹۵۶)، غول (۱۹۵۶)، داغ اشاره کرد. طلسم (۱۹۵۸)، آنزیو (۱۹۶۸)، مأموریت ناامید (۱۹۶۹)، بیسکویت خوار (۱۹۷۲)، ماشین شارکی (۱۹۸۱) و اسلحه: بازگشت به دوج (۱۹۸۷). او همچنین چندین حضور تلویزیونی قابل توجه در منطقه گرگ و میش داشت. هتل پاری؛ پرندگان خار؛ دود اسلحه؛ قتل، او نوشت؛ و کارولین در شهر.
از سال ۱۹۵۸ تا ۱۹۶۳، هالیمن به عنوان خواننده برنامه اجرا می‌کرد و با استودیوهای ضبط برجسته ای مانند کپیتال رکوردز، پرپ و های‌فای قرارداد ضبط امضا کرد. علاوه بر بازیگری، هالیمن همچنین یک فعال مدنی بود و رئیس افتخاری اسباب‌بازی برای بچه‌ها بود. او همچنین به مدت ۲۵ سال رئیس بازیگران برای حیوانات بود.
ارل هالیمن در ۲۵ نوامبر ۲۰۲۴، در سن ۹۶ سالگی درگذشت.

## گزیدهٔ فیلم‌شناسی
از فیلم‌ها یا برنامه‌های تلویزیونی که وی در آن نقش داشته است می‌توان به آثار زیر اشاره کرد.
| سال  | عنوان              | نقش              | توضیحات                                    | منبع  |
| ---- | ------------------ | ---------------- | ------------------------------------------ | ----- |
| ۱۹۵۳ | مقصد گوبی          | Frank Swenson    | در عنوان بندی نیامده                       | [ ۲ ] |
| ۱۹۵۴ | نیزه شکسته         | Denny Devereaux  |                                            | [ ۲ ] |
| ۱۹۵۴ | پل‌ها در توکو-ری    | Nestor Gamidge   |                                            | [ ۲ ] |
| ۱۹۵۶ | سیاره ممنوعه       | Cook             |                                            | [ ۲ ] |
| ۱۹۵۶ | غول                | Bob Dace         |                                            | [ ۲ ] |
| ۱۹۵۶ | باران‌ساز           | Jim Curry        | جایزه گلدن گلوب بهترین بازیگر نقش مکمل مرد | [ ۳ ] |
| ۱۹۵۷ | جدال در اوکی کرال  | Charles Bassett  |                                            | [ ۲ ] |
| ۱۹۵۹ | دام                | Tippy Anderson   |                                            | [ ۲ ] |
| ۱۹۵۹ | آخرین قطار گان هیل | Rick Belden      |                                            | [ ۲ ] |
| ۱۹۶۱ | تابستان و دود      | Archie Kramer    |                                            | [ ۲ ] |
| ۱۹۶۵ | پسران کیتی الدر    | Matt Elder       |                                            | [ ۲ ] |
| ۱۹۶۷ | میثاق با مرگ       |                  |                                            |       |
| ۱۹۶۸ | توان               | Talbot Scott     |                                            | [ ۲ ] |
| ۱۹۶۸ | آنتسیو             | Sergeant Stimler |                                            | [ ۲ ] |
| ۱۹۷۰ | قبیله‌ها            | DePayster        | تله فیلم                                   | [ ۲ ] |